# 徐懋庸
徐懋庸（1911年1月15日—1977年2月7日），中国浙江省上虞县下管西堂人，现代作家、文学翻译家。

## 生平
徐懋庸出身于手工业工人家庭，1921年高小毕业后辍学。1922年后教小学。1926年在上虞县国民党党部宣传部任干事。1927年“四·一二政变”后，因亲共被政府通缉，逃亡上海，就读于半工半读的劳动大学。1930年到浙江临海回浦中学任教。1933年回到上海，加入中国左翼作家联盟。1938年到延安，8月加入中国共产党。后历任抗日军政大学教师、政教科长、晋察冀边区文联主任、冀察热辽联合大学副校长、第四野战军南下工作团第三分团政委。1949年后历任中南军政委员会委员，武汉大学党委书记、副校长，中南文化部副部长。1957年后任中国科学院哲学研究所研究员。

## 著作
- . 1933.
- . 千秋出版社. 1937.
- . 1936.
- . 北京出版社. 1957.
- . 中南人民出版社. 1961.
- . 中南人民出版社. 1952.

译著：
- 罗曼·罗兰. . 华通书局. 19.
- 山川均. . 1933.
- 拉甫莱涅夫. . 1934.
- 梭罗古夫. . 1934.
- 巴比塞. . 新知书店. 1936.
- . 1937.
- 萨特. . 商务印书馆. 1963.
- 加罗蒂. . 三联书店. 1963.